# Dunajská Lužná
Dunajská Lužná (allemand : Mischdorf , hongrois : Misérd), est un village de Slovaquie situé dans la région de Bratislava.

## Histoire
Première mention écrite du village en 1230.

## Démographie

### Évolution de la population
| Année:               | 1994. | 2004.    | 2014.    | 2024.    |
| -------------------- | ----- | -------- | -------- | -------- |
| Nombre de personnes: | 2808  | 3136     | 5536     | 8096     |
| Différence:          |       | +11,68 % | +76,53 % | +46,24 % |

| Année:               | 2023. | 2024.   |
| -------------------- | ----- | ------- |
| Nombre de personnes: | 8014  | 8096    |
| Différence:          |       | +1,02 % |